# 多貢人
多貢人（Dogon）是西非馬利的一個古老民族，聚落多半坐落在尼日河畔受河水侵蝕的斷崖邊，西元1931年法國人類學家馬塞爾·格里奧爾和熱爾梅娜·狄埃特蘭曾在多貢部落裡進行了一段數十年的實地研究，也讓世人得以了解這個神秘的民族。現今多貢人的部落已成為觀光景點，而使得他們的社會有了些改變。

## 民族分佈、人口語言
多貢是一個居住在西非馬利共和國中部高原地區的古老民族，位於尼日河南灣，靠近邦賈加拉，在莫普提地區。人口在40萬到80萬之間。
多貢經常被認為是單一語言的民族，其实至少有五種不同的方言組。最古老的方言是dyamsay和tombo，前者最常用於傳統的禱告和儀式的歌頌。多貢的語言內部有高度的多樣化，許多種類不能相互理解與溝通，共有12種方言和50種次方言，非常的複雜。還有一種秘密儀式用的語言sigui sǫ（language of sigui)，多貢人的宗教生活每60年要舉行儀式，這個儀式稱為sigui，儀式舉行之前，青年男子都要度過3個月的與世隔絕的生活，在此期間用用這種秘密語言交談，女人沒有權利學習這個語言。
人們對於多貢語許多方言的分類尚有疑問，普遍接受的是，多貢語屬於尼日爾-剛果語系，儘管證據薄弱。他們與曼德語族有關，而且與烏戈爾語支有關，目前多貢語被視為一個獨立的分支。

## 地理環境

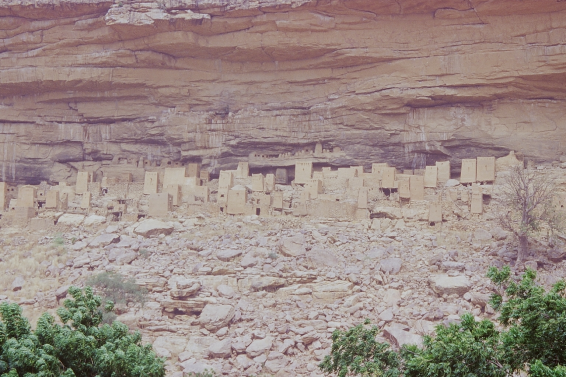
多貢人沿著邦賈加拉懸崖建立村莊

多貢主要分佈在邦賈加拉懸崖，位在馬利的中部，由西南向東北縱貫著一條高達500公尺高的砂岩懸崖，長度近200公里長的峽谷。在懸崖的東南部，是一個沙漠平原，懸崖西北是邦賈加拉高地。沿峭壁散落著約700個村莊。他們沿著峭壁建立村莊，尖頂泥屋，層層疊疊。這些多貢人是700年前湧入西非的人群中被人遺忘的一支。歲月流逝，獨特的地理環境和古老神秘的文化，彼此交融，有著密切的關係。這裡和馬利共和國其他的區域有著不同的風貌，幾乎沒有人為的道路，交通不便的原因使這裡很少有人，也因此古老原始的文化得以保存。

## 歷史與古老傳說
多貢人沒有自己的文字，所有知識與歷史只能通過口授世代相傳，歷史上，由於多貢人民在一千年前集體拒絕轉換為伊斯蘭教，為了逃避伊斯蘭化，於是在邦賈加拉地區成立了多貢村莊。也因為這些歷史壓力，多貢面臨了許多外在的威脅，導致他們將村莊建立在懸崖牆壁上的防守位置，多貢不是最早在邦賈加拉峭壁這裡休養生息的人類。

### 天狼星
多貢人擁有令人驚訝的天文學知識，早在幾千年前他們就發現了天狼星「系」。多貢人不只是知道天狼星，最讓人驚訝的是，他們還知道天狼伴星(天狼星B)的存在。這顆白矮星用肉眼看不到，即便藉助天文望遠鏡也難以發現，科學家對於多貢人在沒有任何科學儀器的輔助下能夠知道一顆「肉眼無法看見」的恆星存在，並運算出運行軌跡，簡直不可思議。多貢人將天狼伴星叫做“樸托魯”。在多貢的語言中，“樸”指細小的種子，“托魯”指星，他們甚至知道天狼伴星在軌道上運行的周期為50年，這與實際觀測數據的誤差只有14-47天。

### Nummo
多貢流傳著一個古老的傳說，傳說中叫做Nommo的外星生物來自天狼星，從天而降，與多貢人的祖先有過接觸，幫助多貢建立了他們的文明。多貢人一直堅信，他們的天文知識是由來自天狼星的神來到地球上傳授給他們的，根據多貢人的描述，Nummo是兩棲動物，經常與蛇，蜥蜴，變色龍，偶爾甚至與樹懶（因為他們緩慢移動）相比。他們也被描述為能夠在陸地上行走的魚，當他們在陸地上，Nummo會直立他們的尾巴。Nummos的皮膚主要是綠色的，但像變色龍一樣，他們有時會改變顏色。據說有時有彩虹的所有顏色。

## 社會、家庭與婚姻
多貢人沒有統一管理的政治體制，而是聚居於村落，村民從事不同的產業也構成不同的社會階級。多貢實行父系大家庭制，每個多貢社區，或大家庭，是由一名男性老人領導。這個首長是家庭當地分支祖先最古老的後代。根據NECEP（页面存档备份，存于）數據庫，在這個父系制度下，可以允許多達四個妻子的一夫多妻婚姻。然而，大多數男人只有一個妻子，一個男人有兩個以上的妻子是很少見的。妻子在第一個孩子出生後才正式的加入丈夫家中。婦女在第一個孩子出生之前，可以及早離開丈夫，但是有了孩子後，離婚是一件罕見且嚴重的事情，需要全村的參與。在多貢，一個大家庭可以擁有一百多人，被稱為吉納（guinna）。

### 合貢（horgon）

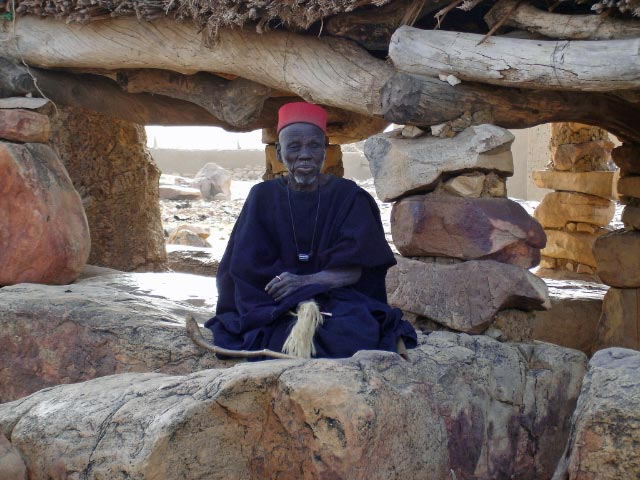
這是一位合貢

多貢人在每一個較大的聚居區有一名宗教領袖，稱為「合貢」(hogon)，而全國則有一名最高合貢，是村里的精神領袖。他是從村里最大的家庭中選出來的。合貢所著衣衫及其舉止，均象徵著多貢人的創世神話，而多貢人則把他們的社會組織及文化，大都與創世神話聯繫起來。最高合貢當選後，他必須遵循六個月的準備期，在此期間，他不得刮鬍子或洗臉，必須穿著白色的衣服，沒有人可以碰他，會由一名尚未有過經期的處女每日來照顧他，幫他清理房子、準備飯菜，晚上那名處女才回家休息。等到準備期結束，他會穿戴紅色的毯帽，並且擁有一個象徵他的能力的神聖珍珠臂章，照顧他的處女會被他的一個妻子取代，而那位妻子晚上也回到家休息。該合貢必須在他的房子獨自生活，多貢人相信神聖的蛇Lébé會在夜間來到他的房子，潔淨他並且傳授智慧。

## 產業與生活

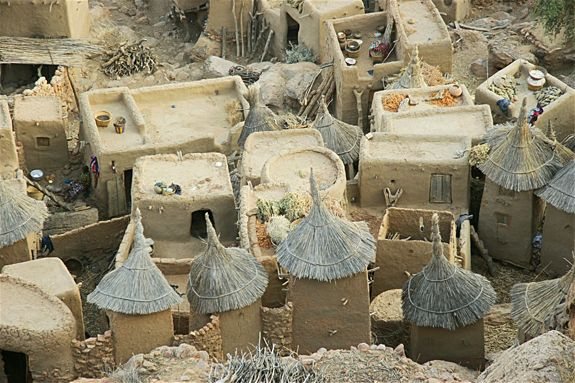
典型的多貢村莊

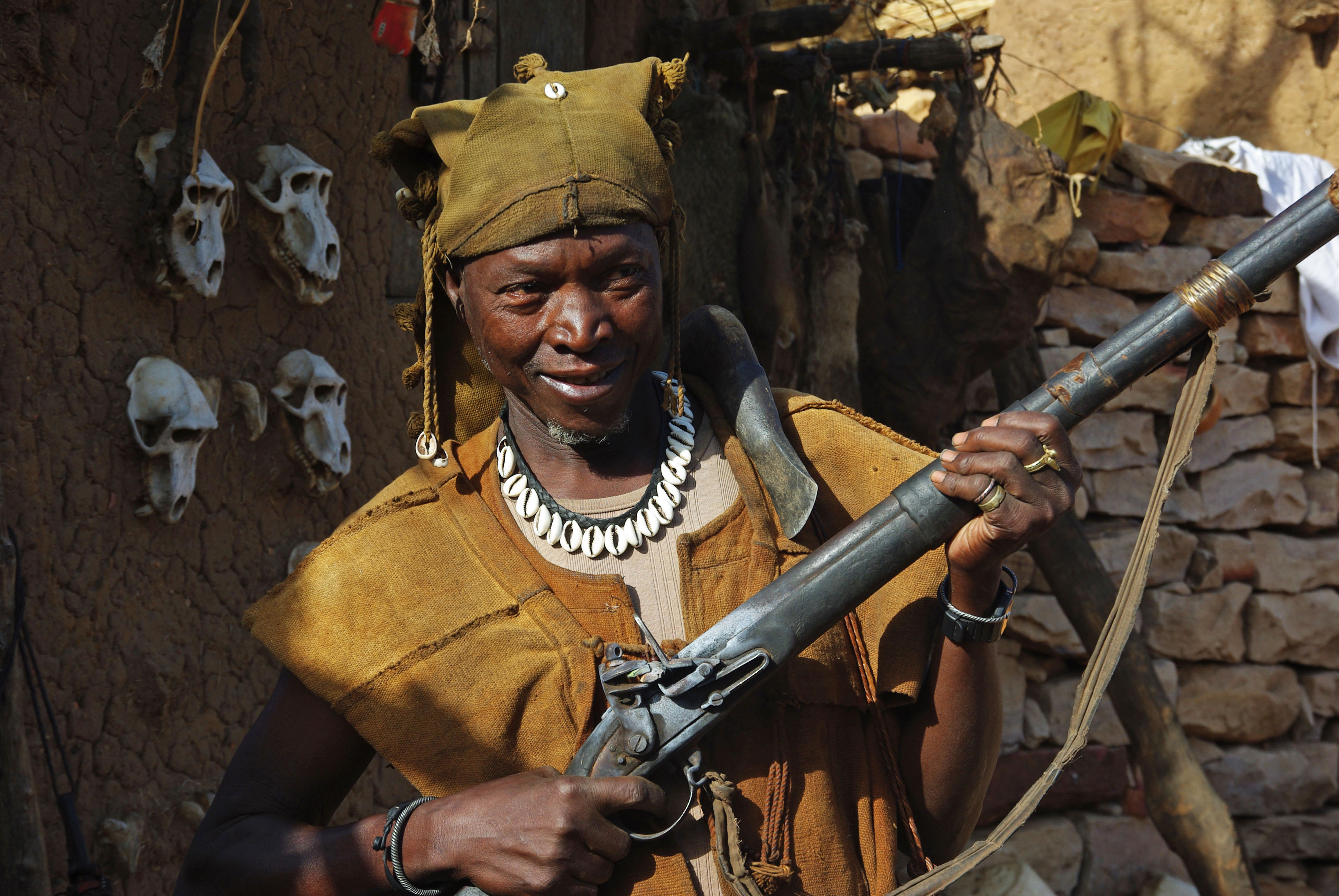
一名多貢族獵人。

多貢人的村莊是沿著峭壁建立的，峭壁是一個絕佳的防守位置。與其他西非民族一樣，原始的多貢人過著農耕或遊牧的生活，而多貢人的住處分成兩種區域，一種是自己住的地方，另外一種則是用來存放私人物品或是穀物、收穫的簡易建築，類似糧倉，這些建築被建造成四方形的，頂部則是用草芥扎的圓頂，非常特別。多貢人主要是種植耐旱且易生長的珍珠粟，其他常見的作物還有像是洋蔥、高粱、大米、菸草、花生等一些蔬菜，他們也養羊、山羊和雞。
多貢村莊有不同的建築物：
男性糧倉：珍珠粟和其他穀物的儲藏場所，他有著尖尖的屋頂。這座建築受到很好的保護，不受小鼠的傷害。填充的雄性糧倉的數量是吉納（guinna）的大小和富有程度的指標。
女性糧倉：婦女存放的東西的地方，丈夫無法進入。它看起來就像一個男性糧倉，但對小鼠的保護較少。在這裡，婦女儲存她的個人物品，如衣服，珠寶，金錢和一些食物。一個女人若具有一定程度的經濟獨立性，與她商品相關的收入和獲得會儲存在她的個人糧倉中。例如她可以做棉花或陶器。女性糧倉的數量顯示了生活在吉納的婦女人數。
Tógunà：一個專為男性建造的建築。在乾燥季節的炎熱時段男性會在這裡休息、討論事務，並做出重要的決定。一個toguna的屋頂由8層小米稈製成，這是一座無法讓人正常站直的低矮建築，這有助於在討論變得激烈時避免暴力。

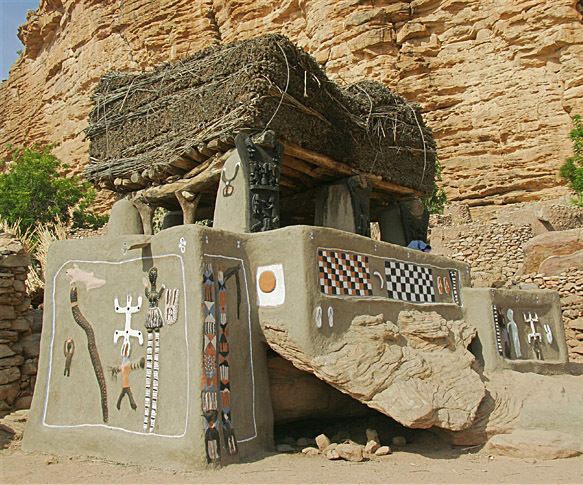
這是一個Toguna

經期時女生使用的房子：房子是在村外，它由婦女建造，等級低於其他村莊建築物。經期來臨時的婦女被認為是不潔淨的，必須住在這裡五天，他們只能使用這裡的廚房設備，帶著他們最小的孩子。這個房子是晚上的婦女聚集地。這個小屋也被認為有某種生殖象徵意義，因為這些小屋可以很容易地被那些正在工作的男性看到，他們知道只有那些在經期沒有懷孕的婦女才能住在那裡。

## 信仰與習俗
多貢人玄學的思想體係要比絕大多數的其他非洲民族來得更為抽象，而在多貢信仰中的關鍵精神人物是Nummo / Nommo雙胞胎。如同前面所提到的，他們被認為是來自天狼星的智慧生物，但在一些特殊的情況下，Nummo被認為是“水精靈”，它們出現在Dogon聖所女性的一側，他們主要是象徵太陽，這是在多貢信仰中女性符號的象徵。在多貢語言裡，太陽的名字與母親和牛有相同的根音，他們代表紅色，是女性符號的象徵。

### Sigui
多貢的男性主要與Sigui節相關聯，這與地球上的死亡有關，每六十年舉行一次，用來慶祝白矮星天狼星B，顏色白色是男性的象徵，儀式要在天狼星出現於兩座山峰之間時舉行。而如同前面提到的"sigui sǫ"，儀式用的秘密語言只有男性能夠學習，是被用來講述宇宙的創造，人生的故事，以及地球上死亡的到來，並在葬禮儀式中代表"哀悼結束"的儀式使用。

### 割禮

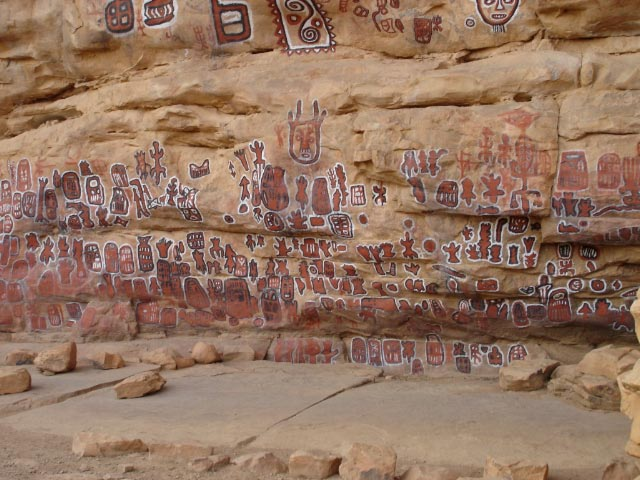
描繪割禮的洞穴畫

多貢人認為所有人類最終都必須變成單性生物，Nummo預見，雙胞胎的起源與規則最終必然會消失，因此多貢人有著割禮的習俗，從人類中去除第二個性與靈魂。多貢人認為雙重的靈魂是一種危險，一個男人應該是男性，一個女人就應該是女性，在多貢的想法中，男性和女性都是兩性生殖的。將陰蒂被認為是男性，而包皮被認為是女性。（對於多貢人來說，人本來被賦予了雙靈魂，包皮環切與陰蒂割除消除了多餘的一個。)）包皮環切禮與陰蒂切除將使每個性別承擔其適當的生物標識。
男孩在9至12歲會行割禮，這標誌著他們的青年時期的結束，他們在鐵匠進行包皮環切術，之後他們會在與其他村民分開的小屋裡停留幾天，直到傷口癒合。割禮是慶祝活動的一個原因，割禮完的男孩們會接受禮物。新受割禮的男子必須在手術後半個月左右裸體在部落中走動，以便他們在這年齡的成就可以被部落人民所欣賞。這種做法已經傳承了許多代，甚至在冬天也這麼做。
他們是幾個在非洲實行包括割禮種族之一，男性和女性的割禮被認為是個人獲得性別所必需的。割禮前，他們被視為“中性”。

### 喪禮面具舞會
在多貢的觀念裡，人死後並不會真正的死去，只是由這個世界轉移到另外一個世界，最後還是會回來保護族人，也因此喪禮時並不會充斥著悲傷與負面情緒，在多貢傳統的喪禮包括一個面具舞會，通過一系列舞蹈和儀式，將離去的靈魂帶到了最後休息的地方。多貢人在喪禮的舞會中會穿戴許多面具，面具是固定在他們的牙齒上。每個多貢村莊可能會在喪禮儀式中使用不同的面具設計。每個村莊都有自己的方式來執行儀式。這個舞會被稱為哈利奇(Halic)，會在人死後立即舉行且持續一天。

### 宗教習俗
多貢社會有許多宗教習俗：
The Amma：崇拜最高造物主阿瑪。慶祝活動每年一次，包括在阿瑪圓錐形祭壇上提供煮熟的小米，著色為白色。所有其他的神都被阿瑪掌管。
Sigui：這是多貢最重要的儀式，它每60年進行一次，可能會進行好幾年，最後一件於1967年開始，1973年結束；下一個將於2027年開始。Sigui儀式象徵著第一個祖先的死亡（不要與Lébé混淆），直到人類獲得使用言語的時刻。Sigui是一個漫長的遊行，開始和結束於Youga Dogorou村，並在幾個月或幾年內從一個村莊到另一個村莊。所有男子戴面具並且跳舞。Sigui有一種秘密語言，Sigui So，女人不允許學習。多貢的秘密協會在儀式上發揮著核心作用。他們提前準備這些儀式，他們住在村外的三個月，沒有人被允許看到他們。這個秘密協會裡的人稱為奧盧巴魯(Olubaru)。村民害怕他們，這個恐懼是由於當Olubaru出現時，村民被禁止在晚上出門而逐漸衍生的。在Sigui儀式中扮演最重要角色的也是最重要的面具是"大面具"或"面具之母"，長達幾米，用手拿著，不用掩飾臉。這個面具每60年重新建造一次。
Lébé：崇拜祖先Lébé Serou，在多貢神話中第一個[凡人]的人，變成了一個蛇。慶祝活動每年舉行一次，持續三天。祭壇是一個尖角的圓錐形結構，霍根提供煮熟的小米，並在他的房子裡執行一些儀式，而這裡也同時是Lébé的家。最後一天，所有的村里的人都會來拜訪祭壇，並在Lébé祭壇周圍跳舞三次，霍根也會邀請大家協助喝小米啤酒。
Binou：特點是使用圖騰，村民使用普通的圖騰，圖騰牧師使用較特別的圖騰。一個在Binou祭壇上的圖騰動物會被膜拜，例如水牛和豹等等，通常情況下，沒有人會被自己的圖騰動物傷害，即使是鱷魚，因為它來自阿曼尼(那裡有一個巨大的水池，裡面有著不會咬人的鱷魚)。但是，如果有人做了錯誤的事情，圖騰動物可能會例外的傷害他人。崇拜者不能吃他的圖騰動物，例如，一名以[水牛]為圖騰的人不得吃水牛肉，但允許用水牛的皮做成皮革，甚至不得看到水牛死亡。如果這是不小心意外發生的，他必須在Binou壇上組織一次"淨化犧牲"的儀式，提供煮熟的小米，山羊和雞在Binou壇上成為貢品，這使祭壇染成白色和紅色。Binou祭壇看起來像一個有門的小房子，當祭壇是為整個村莊的人建造時，他們會被建得更大，而一個村祭壇上也有“雲鉤”，用意是來祈求雨水。

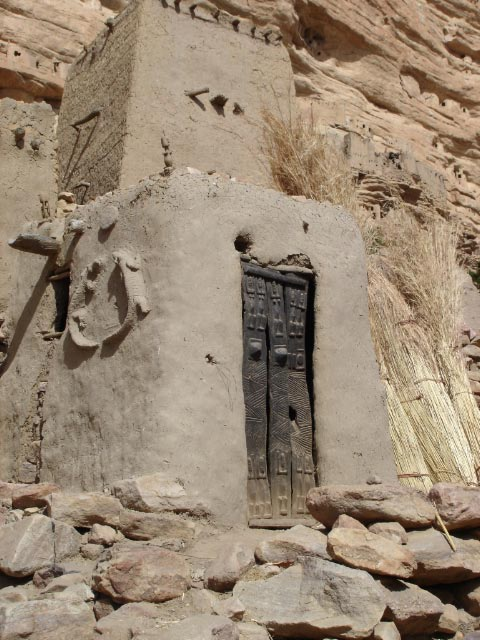
鱷魚圖騰

雙胞胎：多貢文化中，人類雙胞胎的誕生會在Griule日中慶祝，因為它回憶了“神話般的過去，當所有的生命都以二進制存在，人與神在此時劃上了平等的符號。根據格里奧爾，雙胞胎妊娠的慶祝活動是擴及到非洲各地的文化，誕生雙胞胎是吉祥的徵兆，多貢的大家庭裡有共同的儀式，在此期間，他們喚起他們所有的祖先回到起源－世界創造之時的古老雙胞胎。
Mono：Mono的祭壇設立在每一個村莊的入口。未婚年輕人在每年一月或二月份一慶祝，他們在祭壇周圍度過一夜，唱歌、歡聲鼓舞、用火炬揮舞著。他們會狩獵老鼠並放在祭壇上成為貢品。

## 文學與藝術

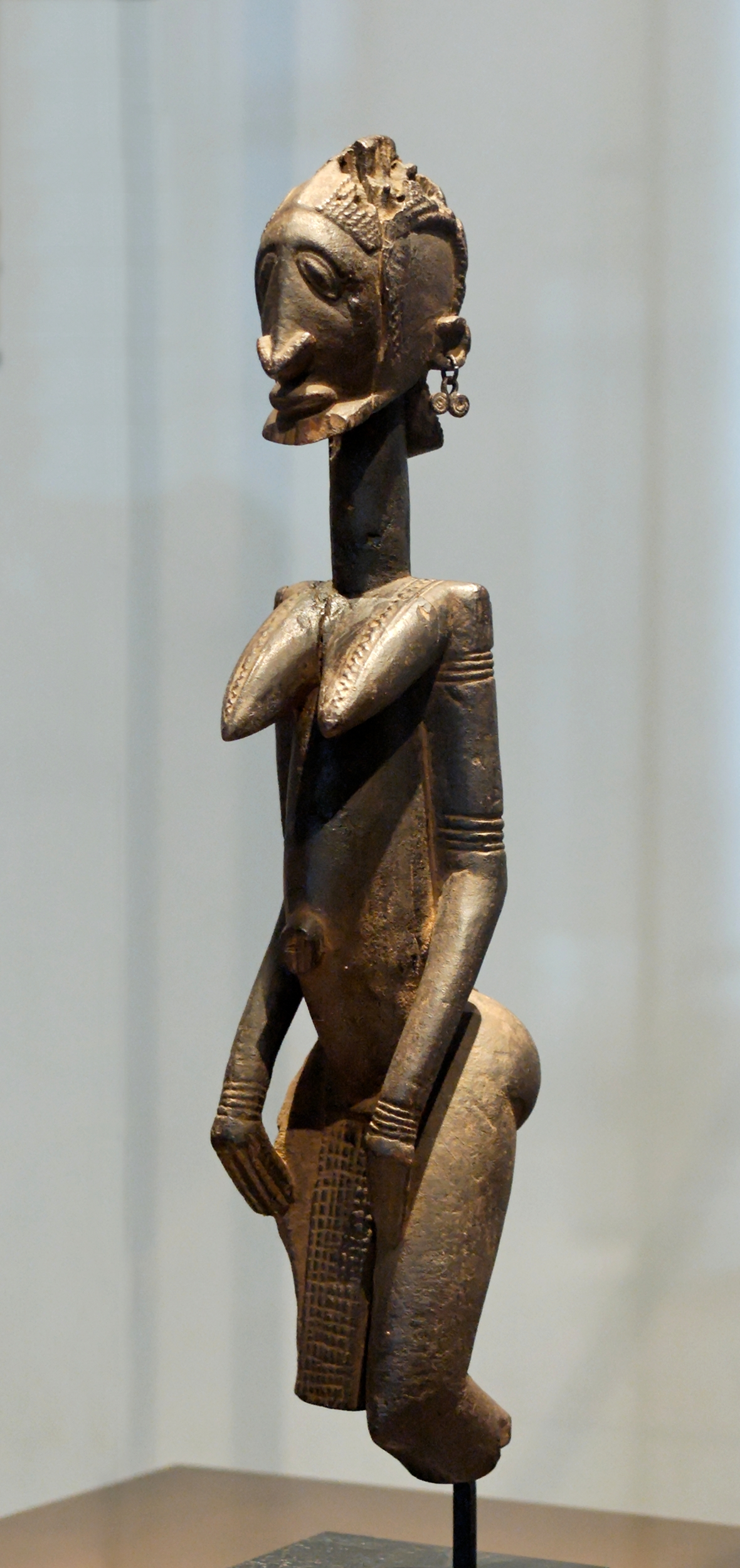
多貢雕像以人像為主

多貢人在藝術方面主要是雕像為主，多貢的藝術主要圍繞著宗教價值觀、理想和自由，多貢的雕像通常會被隱藏在家庭的房子裡，或是一些神聖的場所，並不會在公眾場合公開展現。這些雕像之所以要保密是由於作品背後的象徵意義和製作過程。
多貢的木雕藝術，同多貢人一樣，具有獨特的個性，目前發現最古老的雕刻人像叫特勒姆,大約產生在200多年以前。被發現的多貢雕像主題包含舉起的手臂、疊加鬍子的人物、騎馬者、有子女的婦女、有女性雕刻的凳子、圖騰遮蓋臉部的雕像、女性種植小米、女性頭頂著罐子、驢子載著杯狀物、音樂家、狗、彎曲著腰部的雕像、鏡子裡的影像、穿著圍裙的人物雕像以及站立的雕像。我們能夠在多貢人的藝術中明顯看出其與其他文化的聯繫與起源，多貢人不是第一個居住在邦賈加拉懸崖的民族，來自Tellem藝術的影響在多貢藝術中是顯而易見的，因為它的直線設計。
多貢人的面具也是他們特別的文化之一，形式大膽而富有線條，人的造型與動物的形象結合在一起，通常用於祭典舞蹈活動，多貢還有一種多層面具，高達5米，多貢族面具種類多達80餘種，每一種面具都有不同的寓意，牛頭代表勤奮，羚羊提醒族人祖先的傳統，水牛代表勇氣與力量......等。最有名的面具是「卡納加」，面具有三條橫線，由上到下分別代表天、天地合一、地，頭頂有祖先像，對這個圖形的寓意有不同的解釋。

## 多貢的天文信仰
從法國人類學家馬塞爾·格里奧爾開始 ，幾位學者聲稱，多貢傳統宗教包含了關於太陽系外天體的細節，這些天體無法從肉眼觀察中辨別出來。 這個想法已經紀錄在新紀元運動和古代太空人的文獻中，作為外星人在遙遠的過去訪問馬里的證據。 但也有其他作者爭辯說，在20世紀早期從歐洲來的訪客是這類知識一個更合理的來源，並且質疑格里奧爾是否準確地描述了多貢的神話。
格里奧爾在1931年，1935年，1937年和1938年每年進行幾天至兩個月實地參訪多貢的任務，然後從1946年開始到1956年則每年一次參訪多貢。1969年末，格里奧爾與多貢的智慧老人Ogotemmêli進行33天的深度訪談，這是格里奧爾和狄埃特蘭之後出版的書中很多內容的重要來源。他們指出多貢相信夜空中最亮的恆星天狼星有兩個伴星——pōtolo和ęmmęya tolo，分別是天狼星的第一和第二個同伴。當恆星pōtolo最接近天狼星時會變亮，離天狼星最遠時會發出閃爍的效果，以向觀察者指出幾顆恆星的所在，pōtolo的軌道周期需要50年，他們還聲稱多貢似乎知道土星的環和木星的衛星。
格里奧爾和狄埃特蘭對這個事情感到困惑，并在他們的分析中加入了這樣的聲明：「問題在於，要如何在沒有任何儀器可供使用的情況下知道幾乎看不見的恆星的運動和某些特性，而這個問題尚未解決，甚至沒有合理的說法。」
1976年，羅伯特·坦普爾寫了一本名為《The Sirius Mystery》的書，認為多貢的信仰揭示了僅僅由現代天文學發展所知宇宙學事實的精確知識，從格里奧爾和狄埃特蘭的敘述中，Sirius是一顆雙星系統，其第二顆恆星小天狼星B是一顆白矮星，但肉眼完全不可見，並且需要50年時間才能完成其軌道。天狼星B的存在只有在1844年透過弗里德里希·威廉·貝塞爾進行的數學計算才被推斷存在，坦普爾後來認為，多貢的信息如果追溯到古埃及的資料和神話，能夠顯示出一個外星傳播的恆星知識，格里奧爾和狄埃特蘭都沒有對多貢知識的來源做出如此大膽的主張。
最近，世人對格里奧爾和狄埃特蘭的研究的正確性提出了疑問。在當代人類學1991年的一篇文章中，人類學家沃爾特·范比克（Walter Van Beek）在研究多貢後得出的結論是：“儘管他們的確談論了天狼星，但他們彼此之間對於是哪顆星星毫無共識，對於某些人來說，他應該是一個看不見的星星，當他升起時同時宣布sigu這個節日；另一個看法則是金星在不同的位置，表現得像天狼星。然而，所有人都同意他們從格里奧爾那裡了解這顆恆星。
格里奧爾的女兒熱內維耶夫-卡拉姆·格里奧爾（Geneviève Calame-Griaule）在之後作出了回應，認為范比克沒有透過正確的步驟獲取知識，並表示范比克訪問的多貢對象可能認為他是被政治和行政當局請來測試多貢的穆斯林的正統觀念。加利福尼亞大學的Andrew Apter給出了一個獨立的評定。
1978年的社會輿論中，懷疑論者伊恩·里德帕斯總結道：「在格里奧爾和狄埃特蘭造訪之前，多貢有很多管道可以接受西方的知識」。諾亞·布勒施在他的著作《Sirius Matters》中指出：多貢可能曾與亨利-亞歷山大·德朗達爾領導的為期五週的探險隊的天文學家接觸，研究1893年4月16日的日食。
羅伯特·托德·卡羅爾還指出，天狼星的知識的更可能來自地球上的資源，他們向部落提供信息讓他們感興趣。然而詹姆斯·奧伯格質疑這些懷疑的聲音，並寫道：「顯然先進的天文學知識一定來自某處，但它是一個古老的遺產還是一個現代化的移植？儘管沒有辦法證明其傳自古老，但從現代獲取天文知識的證據是間接的。」另外，詹姆斯·克里夫指出，格里奧爾訪問的多貢老人最有資格談論傳統知識，並且完全不相信信奉基督教，回教或與白人有過多接觸的多貢人。
奧伯格指出了多貢信仰中包含的許多錯誤，包括「木星擁有的衛星數量」，「土星是距離太陽最遠的行星，也是唯一帶有環的行星」。其他看似可證偽的主張，即關於在Sirius周圍繞行的紅矮星（直到20世紀50年代才被推測），坦普爾提供了另一種說法：「我們在多貢的資訊有一種預測機制，無論我們有什麼先入為主，我們都有責任進行測試。舉一個例子：『如果Sirius-C被發現是一顆紅矮星，我會得出結論，多貢的資訊已經得到充分驗證。』」
這暗指多貢知道天狼星系統中的另一顆恆星Ęmmę丫，或者一顆比天狼星B大但是重量更輕，更暗淡的恆星。1995年，引力研究確實表明，一顆在在天狼星周圍環繞的六年軌道周期棕色矮星（Sirius-C）可能存在。最近一項使用先進紅外成像技術的研究得出結論，天狼星三星存在的可能性現在很低，但不能排除，因為Sirius A 5 AU內的區域尚未被覆蓋。

### 語言
- Bertho, J. . Bulletin de l'IFAN. 1953, 15: 405–441.
- Hantgan, Abbie (2007) Dogon Languages and Linguistics An (sic) Comprehensive Annotated Bibliography
- Hochstetler, J. Lee, Durieux, J. A. & E. I. K. Durieux-Boon (2004) Sociolinguistic Survey of the Dogon Language Area. SIL International. online version （页面存档备份，存于）
- Williamson, Kay; Blench, Roger. . Bernd Heine & Derek Nurse  (编). . Cambridge, UK: Cambridge University Press. 2000: 11–42.

### 藝術
- Ezra, Kate. . New York: The Metropolitan Museum of Art. 1988  [2017-06-26]. ISBN 0870995073. （原始内容存档于2014-01-07）.
- Laude, Jean. African Art of the Dogon: The Myths of the Cliff Dwellers (New York: The Viking Press 1973).
- Davis, Shawn R.  “Dogon Funerals” in African Art; Summer 2002, Vol. 35 Issue 2.

### 其他
- Beaudoin, Gerard: Les Dogon du Mali (1997) Ed. BDT Développement. ISBN 2-9511030-0-X
- Bedaux, R. & J. D. van der Waals (eds.) (2003) Dogon: mythe en werkelijkheid in Mali [Dogon: myth and reality in Mali]. Leiden: National Museum of Ethnology.
- Griaule, M.: Dieu d'eau. Entretiens avec Ogotemmêli. (1966) Ed Fayard. ISBN 2-213-59847-9 (the original French work of Griaule (that was published in 1948) on his discussions with Ogotemmêli)
- Griaule, Marcel. . 1970 [1965]. ISBN 0-19-519821-2.
- Griaule, Marcel; Dieterlen, Germaine. . Robert Temple  (编). . London: Futura Books. 1976: 58–81. – a translation of Griaule, M.; Dieterlen, G. . Journal de la Société des Africainistes. 1950, XX (1): 273–294  [2017-07-25]. （原始内容存档于2018-12-01）.
- Griaule, Marcel; Dieterlen, Germaine. . Le renard pâle 1. Paris: Institut d'Ethnologie Musée de l'homme. 1965.
- Griaule, Marcel; Dieterlen, Germaine. . Translated by Stephen C. Infantino. Chino Valley, AZ: Continuum Foundation. 1986.
- Morton, Robert (ed.) & Hollyman, Stephenie (photographs) & Walter E.A. van Beek (text) (2001) Dogon: Africa's people of the cliffs. New York: Abrams. ISBN 0-8109-4373-5
- Sékou Ogobara Dolo: La mère des masques. Un Dogon raconte. (2002) Eds. Seuil（页面存档备份，存于） ISBN 2-02-041133-4
- Wanono, Nadine & Renaudeau, Michel (1996) Les Dogon (photographs by Michel Renaudeau; text by Nadine Wanono). Paris: Éditions du Chêne-Hachette. ISBN 2-85108-937-4
- Eds. Petit Futé（页面存档备份，存于）. Mali 2005–2006 ISBN 2-7469-1185-X

### 外部連結
- Official tourism website for Dogon Country （页面存档备份，存于）
- Griaule, Marcel and Dieterlen, Germaine (1954) "The Dogon", in African Worlds: Studies in the Cosmological Ideas and Social Values of African Peoples, edited by Daryll Forde （页面存档备份，存于）
- Photos of Dogon Country （页面存档备份，存于）
- Pictures of Dogon Country
- Pictures of Dogon Country （页面存档备份，存于）
- Dogon images from the Smithsonian Institution Research Information System
- Dogon images & traditions （页面存档备份，存于）
- Pictures about Dogon dances （页面存档备份，存于）